# Oxydoras sifontesi
Oxydoras sifontesi är en fiskart som beskrevs av Fernández-yépez, 1968. Oxydoras sifontesi ingår i släktet Oxydoras och familjen Doradidae. Inga underarter finns listade i Catalogue of Life.